# Бартель, Казимир
Казимеж Владислав Барте́ль (пол. Kazimierz Władysław Bartel; 3 марта 1882 — 26 июля 1941) — польский математик, политический и государственный деятель, в период между 1926 и 1930 годами трижды возглавлял правительство Польши. Расстрелян нацистами.

## Биография
Родился 3 марта 1882 года в Лемберге (ныне Львов), в то время принадлежавшем Австро-Венгрии.
Окончив среднюю школу, поступил в Львовский политехнический институт на факультет машиностроения. В 1907 году после окончания учёбы остался в институте в качестве ассистента по начертательной геометрии. К 1914 году он уже занимал профессорскую должность.
Во время Первой мировой войны был призван в австро-венгерскую армию, в 1918 году возвратился во Львов. В 1919 году в качестве командующего железнодорожными войсками участвовал в польско-украинской войне на стороне Польши. В том же году был назначен министром железных дорог. В 1922—1930 годах избирался членом польского сейма.

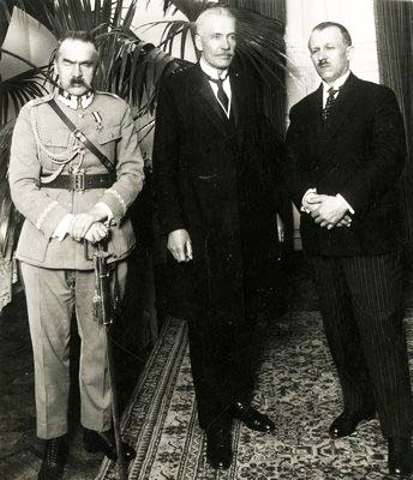
Казимир Бартель (справа) Юзеф Пилсудский и Игнаций Мосцицкий после избрания последнего президентом Польши в Королевском дворце в Варшаве 4 июня 1926 года

После государственного переворота в мае 1926 года, осуществлённого Юзефом Пилсудским, был назначен премьер-министром и занимал этот пост трижды в течение четырёх лет с некоторыми перерывами, во время которых Пилсудский сам формально занимал эту должность. В эти периоды Бартель был заместителем премьер-министра, министром религии и общественного просвещения, но фактически выполнял работу премьера.

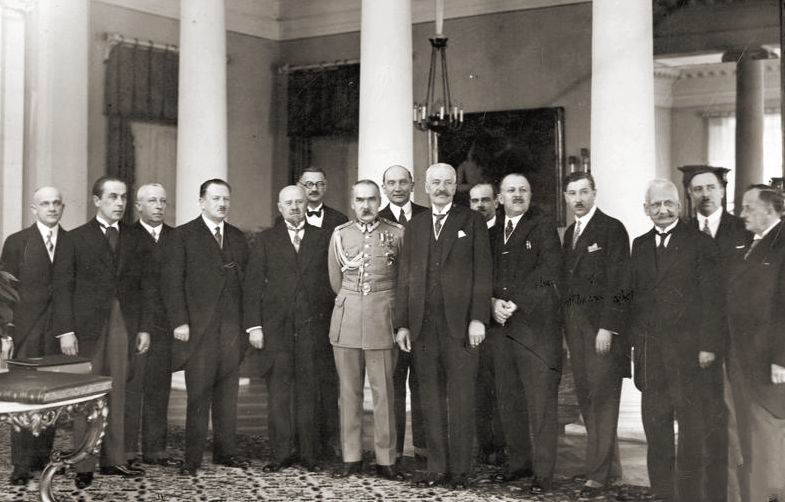
Пятый кабинет Казимира Бартеля 29 декабря 1929 года

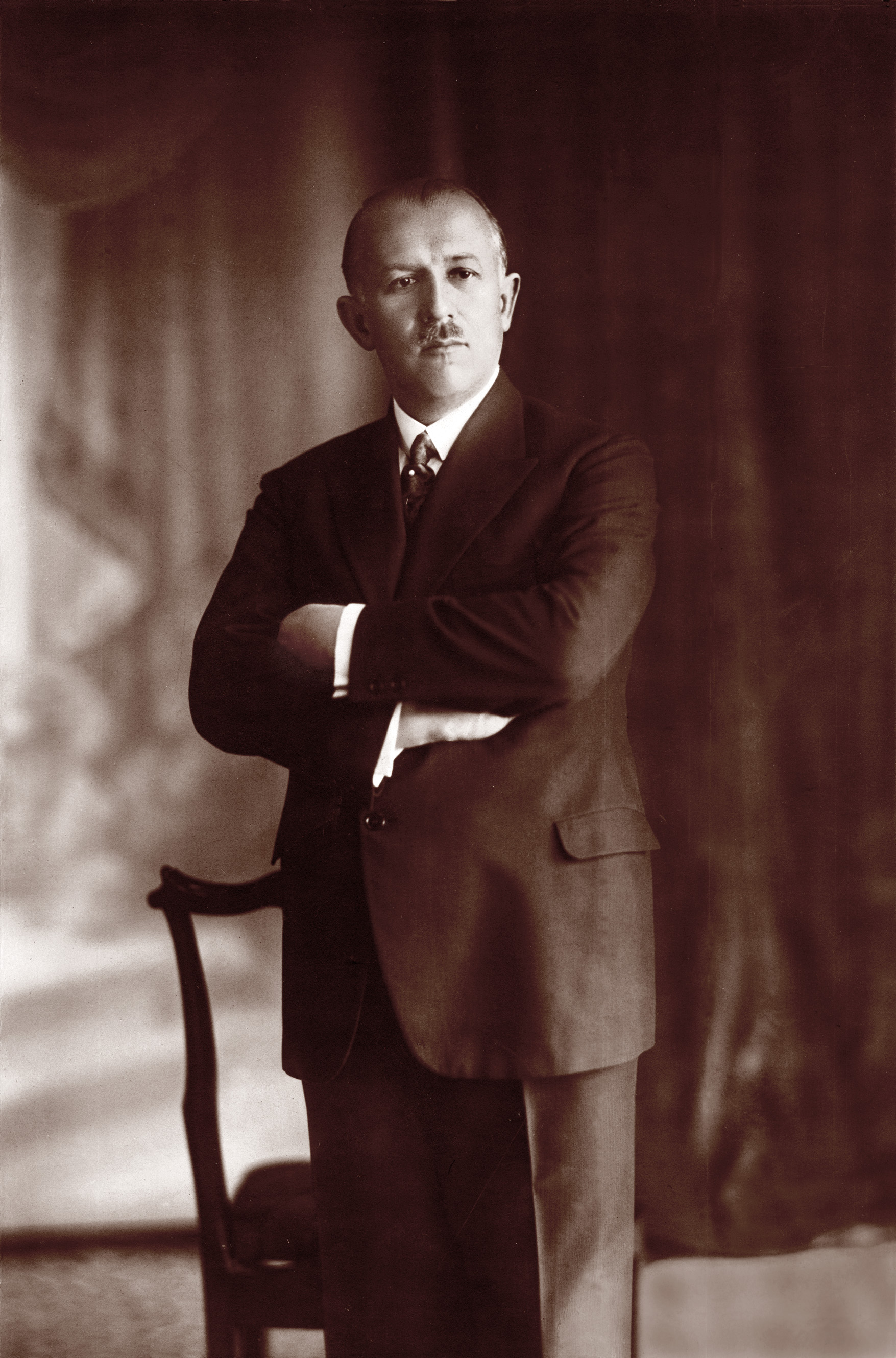
Казимир Бартель (1929)

В 1930 году Бартель ушёл из политики и вернулся к академической работе — стал ректором «Львовской политехники», а вскоре ему была присуждена почётная степень доктора наук и он был принят в члены Польской математической ассоциации. В этот период он опубликовал свои наиболее важные работы, в том числе серию лекций о перспективе в европейской живописи.
В 1937 году Бартель был назначен сенатором Польши. После вторжения Германии в Польшу в сентябре 1939 года и последующего присоединения Западной Украины к СССР Бартель остался во Львове. Ему было разрешено продолжить чтение лекций в Львовском политехническом институте. В августе 1940 году группа преподавателей Политехники была приглашена в Москву с целью ознакомления с советской системой высшего образования. В том же году по приглашению Академии Наук СССР Казимеж Бартель уехал в Москву, где ему предложили перевести на русский язык и издать его учебник по начертательной геометрии.

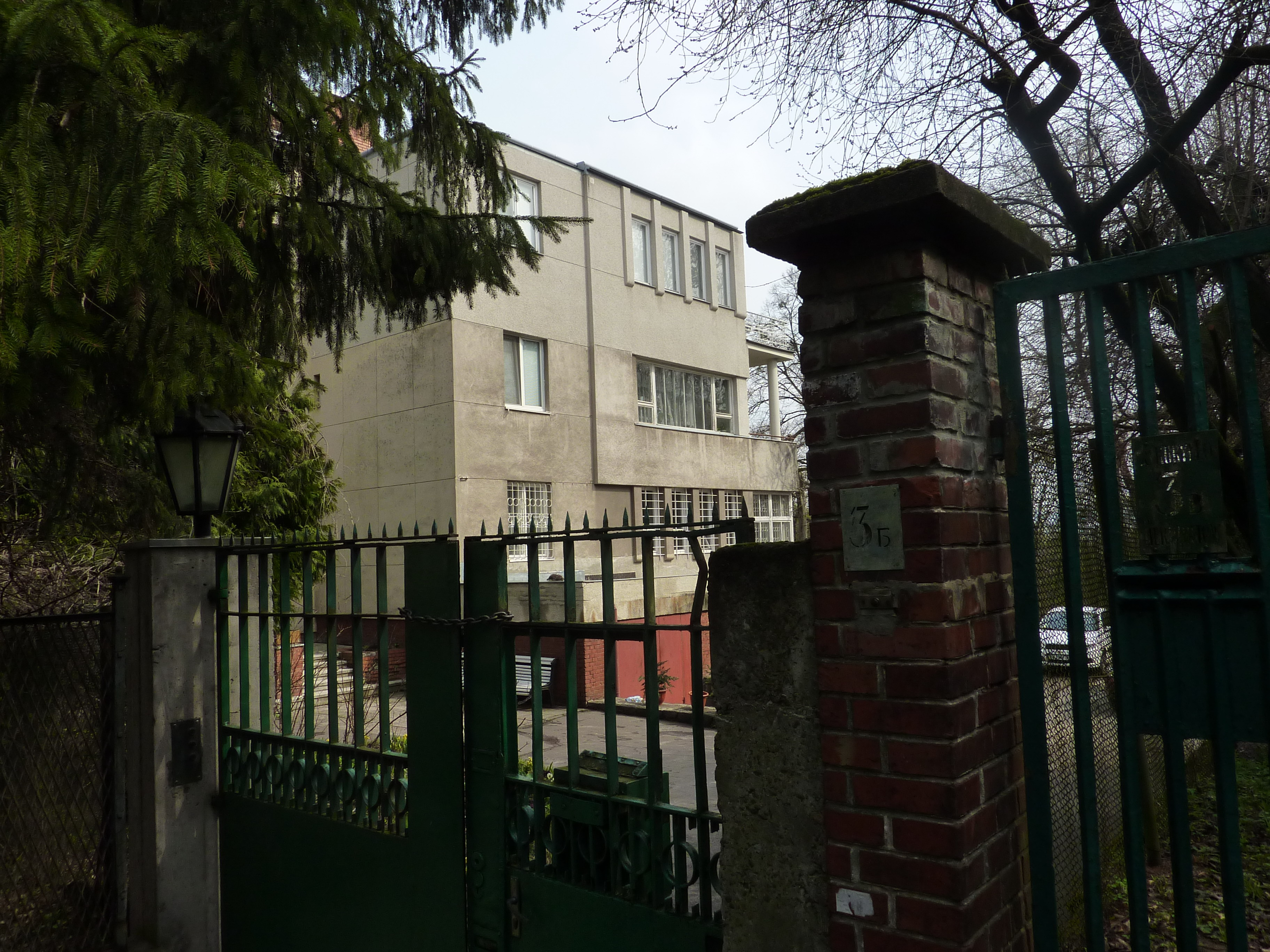
Вилла во Львове, где профессор Казимир Бартель проживал до ареста нацистами

Вскоре после нападения Германии на СССР войска вермахта 30 июня 1941 года заняли Львов. Казимир Бартель был арестован двумя днями позже. Первое время его содержали в относительно сносных условиях — разрешалось отправлять и принимать письма, а также обеды от жены. Однако примерно 21 июля его перевели в тюрьму гестапо на Лонцкого, где условия были гораздо более суровыми. Нацисты предложили Бартелю сформировать и возглавить польское марионеточное правительство. Тот отказался и по приказу Гиммлера был расстрелян 26 июля 1941 года вскоре после массовых казней его коллег. Место его погребения остаётся неизвестным. Страшные свидетельские показания об убийстве Казимира Бартеля и его коллег находятся в материалах Нюрнбергского процесса.

## Награды
- Орден Белого орла
- Virtuti Militari
- Орден Почётного легиона
- Крест Храбрых
- Крест Независимости